# Помаево
Помаево — село в Сурском районе Ульяновской области, на речке Помаевка (приток Чилим). Административно подчинено Астрадамовскому сельскому поселению.
Большинство жителей села разъехалось в 1996 г. С 1997 г. село отсутствует как таковое, хотя до сих пор указано на большинстве карт.

## География
Расположено в 5 км на север от деревни Алейкино, 3 км на запад от Паркино и 7 км на юг от села Новые Чукалы Чувашской Республики.

## История
По преданию, село было основано в XVI веке, жители села происходили от некоего мордвина по имени Покша (Отя), которому за верную царскую службу Иваном Грозным, предположительно, была пожалована земля, на которой расположилось село. Сын Покши, Помай построил на унаследованной земле дом, от которого и пошло село. Три другие сына: Аркай, Наркай и Атяш стали основателями сёл Паркино, Атяшкино и Аркаево соответственно.
Население придерживалась язычества, пока не было крещено в период правления императрицы Елизаветы. 
В XIX веке село — волостной центр Буинского уезда с преимущественно мордовским населением. Деревянный храм Николая Чудотворца был построен вместо сгоревшего в 1895 году, более раннего храма. 
В восемнадцатилетнем возрасте, здесь жил и работал домашним учителем Глинка Александр Сергеевич. Как раз в это время здесь жил будущий известный поэт Велимир Хлебников, с которым завязались дружеские отношения.
На 1925 год постройки в селе были в основном деревянные, бревенчатые, крытые соломой. Половина домов имела тесовую крышу и лишь 7 — железную. На всё село имелось 134 лошади, 170 коров и 330 овец, при этом 58 семейств не имело ни одной лошади или коровы. 170 семей занималось выделкой овчин и кож, которые продавались на ярмарке в Астрадамовке. Имелась одна мельница, и ещё две водяные мельницы были в 2 км от села. В селе были школа, изба-читальня, больниц и телефона не было.
Согласно переписи населения 1926 года в селе было 238 домохозяйств, в том числе 224 мордовских и 14 русских, численность наличного населения составляла 931 человек (320 мужчин и 611 женщин).
В дальнейшем село Помаево считалось одним из крупнейших населённых пунктов в округе. Было развито сельское хозяйство (коневодство, овцеводство). Имелись гаражи для сельскохозяйственной техники, кузница, пасека, магазин, клуб.
В позднее советское время село постепенно стало приходить в упадок. Асфальтированная дорога так и не была достроена. Ферма закрылась. На начало 90-х г. оставалось не более 30 жилых дворов, население в основном составляли жители пенсионного возраста. Тем не менее, в летнее время село было довольно оживлённым за счёт приезжавших на отдых детей и внуков жителей.
Вокруг села расположено множество лугов, богатых клубникой и земляникой. Многие жители соседних сёл приезжали сюда за душицей. Также Помаево славилось родниками.
В настоящее время, с 1997 года, село — урочище, практически отсутствует. Постройки разрушены, улицы заросли крапивой и репейником. На месте бывшей фермы развелось огромное количество змей (особенно на месте силосной ямы).
Существует легенда, что в лесу неподалёку от села зарыт клад Стеньки Разина.
Во время пожара 2010 года, сгорели все постройки, окружавшие церковь, она сама осталась нетронутой огнём.
Административно-территориальная принадлежность:
- до 7 ноября 1917 года — село Помаевской волости Буинского уезда Симбирской губернии
- 7 ноября 1917 — 27 мая 1920 года — село Помаевского сельсовета Помаевской волости Буинского уезда Симбирской губернии
- 27 мая 1920 — 4 апреля 1924 года — село Помаевского сельсовета Помаевской волости Алатырского уезда Симбирской губернии
- 4 апреля — 8 мая 1924 года — село Помаевского сельсовета Астрадамовской волости Алатырского уезда Симбирской губернии
- 8 мая 1924 — 20 июля 1925 года — село Помаевского сельсовета Астрадамовской волости Алатырского уезда Ульяновской губернии
- 20 июля 1925 — 16 июля 1928 года — село Помаевского сельсовета Астрадамовской волости Ульяновского уезда Ульяновской губернии
- 16 июля 1928 — 20 октября 1929 года — село Помаевского сельсовета Астрадамовского района Ульяновского округа Средневолжской области.
- 20 октября 1929 — 23 июля 1930 года — село Помаевского сельсовета Астрадамовского района Ульяновского округа Средневолжского края
- 23 июля 1930 — 21 февраля 1931 года — село Помаевского сельсовета Астрадамовского сельсовета Средневолжского края
- 21 февраля 1931 — 26 января 1935 года — село Помаевского сельсовета Сурского района Средневолжского края
- 26 января 1935 — 5 декабря 1936 года — село Помаевского сельсовета Сурского района Куйбышевского края
- 5 декабря 1936 — октябрь 1939 года — село Помаевского сельсовета Сурского района Куйбышевской области
- октябрь 1939 — 19 января 1943 года — село Помаевского сельсовета Астрадамовского района Куйбышевской области
- 19 января 1943 — 22 октября 1960 года — село Помаевского сельсовета Астрадамовского района Ульяновской области
- 22 октября 1960 — 1 февраля 1963 года, с 11 января 1965 года — село Помаевского сельсовета Сурского района Ульяновской области
- 1 февраля 1963 — 11 января 1965 года — село Помаевского сельсовета Карсунского сельского района Ульяновской области

## Достопримечательности
- Церковь Николая Чудотворца — В Государственных списках недвижимых памятников истории и культуры на территории с. Помаево Сурского района Ульяновской области, значится выявленный объект культурного наследия (памятник истории и культуры) «Церковь православная приходская однопрестольная Николая Чудотворца, 1895 г.», поставленный на государственную охрану Распоряжением Главы администрации Ульяновской области от 29.07.1999 № 959-р[2].